# 蓓優妮塔
蓓優妮塔，真名瑟蕾莎，是白金工作室开发、世嘉与任天堂发行电子游戏系列猎天使魔女的主人公。该角色由神谷英树创作、岛崎麻里设计，最初的日、英语版分别由田中敦子与海伦娜·泰勒配音。
贝优妮塔是暗影巫女和流明贤者的孩子，是唯二幸存的魔女之一。在初代《猎天使魔女》中，她为找回遗忘的记忆，前往老家维格利德，途中和天堂的天使势力战斗。她同样是《猎天使魔女2》和《魔兵驚天錄3》的主人公，并客串《極度混亂》、《神奇101》
、任天堂明星大乱斗系列等作品。
该角色总体获得好评，评论称赞其非常女性化的形象。

## 英文版角色配音爭議
蓓優妮塔在《猎天使魔女》和《猎天使魔女2》中由海倫娜·泰勒負責英文配音，系列第三作《猎天使魔女3》的英文配音則改由詹妮弗·黑尔負責。白金工作室聲稱海倫娜·泰勒由於其他的演出工作，所以無法參與《魔兵驚天錄3》的演出。2022年10月，海倫娜·泰勒在Twitter上發佈影片表示白金工作室給出的配音薪酬過低，所以導致合作中止。彭博社後續披露其實是海倫娜·泰勒索要過高報酬，導致雙方合作告吹。